# میسلیبور
میسلیبور (به چکی: Mysliboř) یک منطقهٔ مسکونی در جمهوری چک است که در ناحیه ییهلاوا واقع شده‌است. میسلیبور ۷٫۳۶ کیلومتر مربع مساحت و ۲۲۲ نفر جمعیت دارد و ۵۳۶ متر بالاتر از سطح دریا واقع شده‌است.